# Refugiados de Tacna, Arica y Tarapacá
Los refugiados de Tacna, Arica y Tarapacá fueron los inmigrantes de origen peruano que abandonaron el área del norte de Chile que se encontraba en pleno proceso de chilenización, ya que hasta 1929 ese territorio había pertenecido a la República Peruana.

## Descripción
Las principales olas migratorias se dieron provenientes del departamento de Tarapacá que desde la firma del Tratado de Ancón al finalizar la Guerra del Pacífico en 1883 pasó a pertenecer formalmente a Chile, y desde las provincias cautivas de Tacna y Arica desde 1894 por la cuestión de soberanía disputada por Chile y Perú. En 1929, tras la firma del Tratado de Lima, Arica pasa a ser chilena y Tacna a reincorporarse a territorio peruano.
La salida masiva de inmigrantes de esos territorios se vio contrastada con la política de migración que promovía el Estado chileno al llevar colonos de otras parte de Chile para instalarse en Tacna, Arica y Tarapacá. En el caso tarapaqueño el desbalance demográfico se vio contrastado en el paso de una tierra pluricultural hacia una de colonos y su descendencia uniformes con la chilenidad. La inmigración no se vio en toda la clase tarapaqueña-peruana, fue desarrollada principalmente en las clases media y bajas, algunas elites tarapaqueña-peruanas permanecieron en Tarapacá pero tuvieron momentos de tensiones xenofóbicas contra los colonos chilenos.

## Migración al Perú

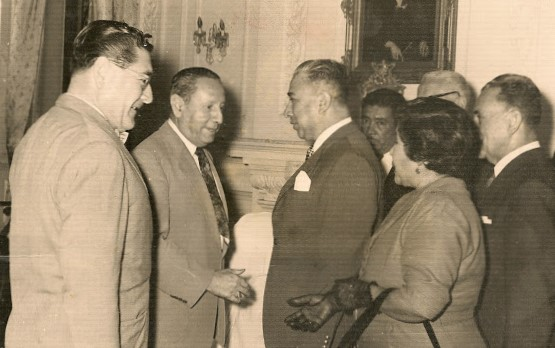
El presidente del Perú Manuel Odría con refugiados tarapaqueños.

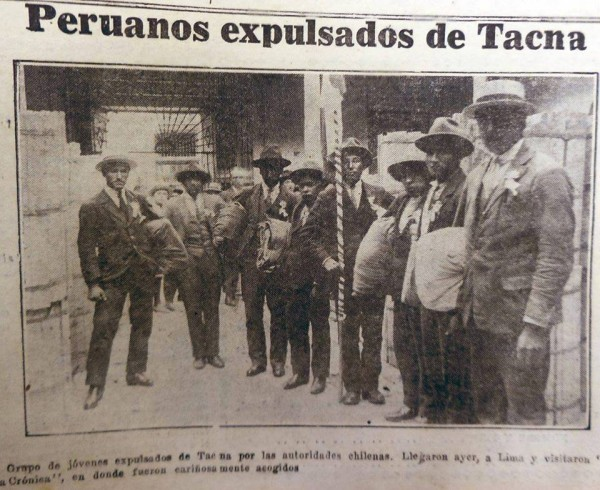
Peruanos expulsados de Tacna, titular de un diario de Tacna que da la noticia de peruanos siendo expulsados del norte chileno.

El grueso de refugiados decidieron transportarse mediante barcos al Callao o mediante tierra pasando el departamento de Moquegua, que en ese momento hacía de frontera con la Tacna chilena. Uno de los motivos principales del exilio y la migración forzada por parte de los peruanos era el acoso de las Ligas Patrióticas de tendencia ultranacionalista chilena, antiperuanista y racista contra los indígenas.
Un refugiado anónimo en El Dios Cautivo comentó:

Recuerdo que vinimos en una barca de nombre Chancay. Yo tendría 12 años. Solo un día antes el cónsul chileno juntó a todos los tarapaqueños. Dijo que el lugar ya no era nuestro y que debíamos irnos o renunciar a la nacionalidad. Lloramos, todos lloraban, grandes, chicos. No queríamos dejar la casa, el colegio, los animales. Pero nos fuimos y hasta los chilenos nos escoltaron.

Los migrantes al puerto del Callao inicialmente fueron recibidos con entusiasmo por sus compatriotas, incluso tanto los refugiados tarapaqueños y los chalacos hacían actividad social para crear una consciencia nacional peruana e incentivar la recuperación de las denominadas provincias cautivas, pero ese entusiasmo se fue diluyendo ante disputas ideológicas, los refugiados fueron vistos como achilenados y comenzaron a sufrir acoso de sus pares peruanos con insultos como «Parias, rotos, chilenos, váyanse», los refugiados tenían que hacer actividades patrióticas para intentar convencer a los otros peruanos que no eran prochilenos.
El gobierno peruano publicó la Ley 5443 que concedían terrenos a las familias peruanas expulsadas de Tarapacá, aunque dicha ley no se llegó a cumplir en la práctica y los refugiados que se encontraban en Callao se esparcieron por Lima hasta asimilarse con el resto de la población.
En el caso de los ariqueños y tacneños refugiados, varios fueron expulsados directamente de Arica por el gobierno chileno utilizando la excusa de que varios estaban coludidos con organizaciones del movimiento obrero. Una carta de uno de esos refugiados en el extranjero relata lo siguiente:

Me permito rogarle, a la vez, quiera cobijar bajo su amparo a los indefensos seres de mi familia, mi señora madre anciana y mis cinco hermanas […] que quedan absolutamente desamparada en Calara, Tacna de la protección solicita que a ellas les prestaban mis desaparecidos hermanos y a las que, por represalias mal entendidas, no sería extraño que también se les persiga o se les cause daños de carácter solapado; y, al pedirle a usted esta protección, lo hago desde la impotencia en que me encuentro para poder ir allí a defender personalmente a esos seres a causa del impedimento a que estamos condenados los tacneños y ariqueños refugiados en el extranjero.

## Migración a territorios en disputas
Varios de los refugiados de Tacna, Arica y Tarapacá ante el rechazo que tuvieron en el Callao y del mismo norte chileno, decidieron trasladarse al oriente peruano, y por tal se inmiscuyeron en la fiebre del Caucho en el departamento de Loreto junto a compañías caucheras peruanas entre los ríos Caquetá y Putumayo, un territorio disputado entre Colombia y Perú. En dicha zona los refugiados fundaron los asentamientos de Puerto Arica y Tarapacá, que luego de la firma del tratado Salomón-Lozano de 1922 pasaron a formar parte de territorio colombiano. Algunos refugiados se asentaron más al interior de Loreto y fundaron nuevos pueblos llamados Puerto Arica y Nuevo Tarapacá.

## Biografía
- De la solidaridad a la xenofobia: Tarapacá, Chile 1907-1911.
- Nación, región e integración. El caso de los tarapaqueños peruanos.
- El Dios Cautivo. Las Ligas Patrióticas en la chilenización compulsiva de Tarapacá (1910-1922).